# Kokstad
Kokstad es una localidad sudafricana de la provincia de KwaZulu-Natal.

## Geografía
Está ubicada al suroeste de Durban, al oeste Port Shepstone y al norte de Port St. Johns. Se levanta en las estribaciones de los montes Drakensberg, a una altitud de unos 1300 m sobre el nivel del mar. En los alrededores el monte Currie se alza a una altitud de unos 2224 m. El lugar tiene una considerable cantidad de fuentes de agua.

## Historia
La ciudad recibe su nombre del jefe griqua Adam Kok, quien la habría fundado a finales de la década de 1860. Antigua capital de Gricualandia Oriental, en 1879 pasó a manos de la Colonia del Cabo. Se le concedió gobierno municipal en 1893. A comienzos del siglo XX, en 1904, Kokstad tenía contabilizada una población de 2903 habitantes, de los cuales una tercera parte eran griquas. En la localidad, por entonces núcleo de una región agrícola, existía comercio de lana, grano, ganado y caballos con otros lugares como Basutolandia, Pondolandia y regiones vecinas de Natal.